# 고건원선
고건원선(古乾原線)은 함경북도 새별군에 있는 신건역과 고건원역을 연결하는, 조선민주주의인민공화국의 철도 노선이다.

## 노선 정보
- 구간과 거리 : 신건역~고건원역 10.0km
- 역 수 : 2개(양단역 포함)
- 궤도 간격 : 1435mm(표준궤)
- 전철화 구간 : 없음
- 복선 구간 : 없음

## 역 목록
| 역이름         | 영업 거리 (km) | 접속노선 | 소재지          |
| -------------- | -------------- | -------- | --------------- |
| 신건(新乾)     | 0.0            | 함북선   | 함경북도 새별군 |
| 고건원(古乾原) |                |          | 함경북도 새별군 |